# 科普蘭峰
71°27′S 73°16′W / 71.450°S 73.267°W
科普蘭峰（英語：Copland Peak）是南極洲的山峰，位於亞歷山大一世島西南部的貝多芬半島中北部，處於穆索爾斯基峰東北面6公里和馬薩角以南2公里，以美國作曲家阿隆·科普蘭命名。